# Fleaker

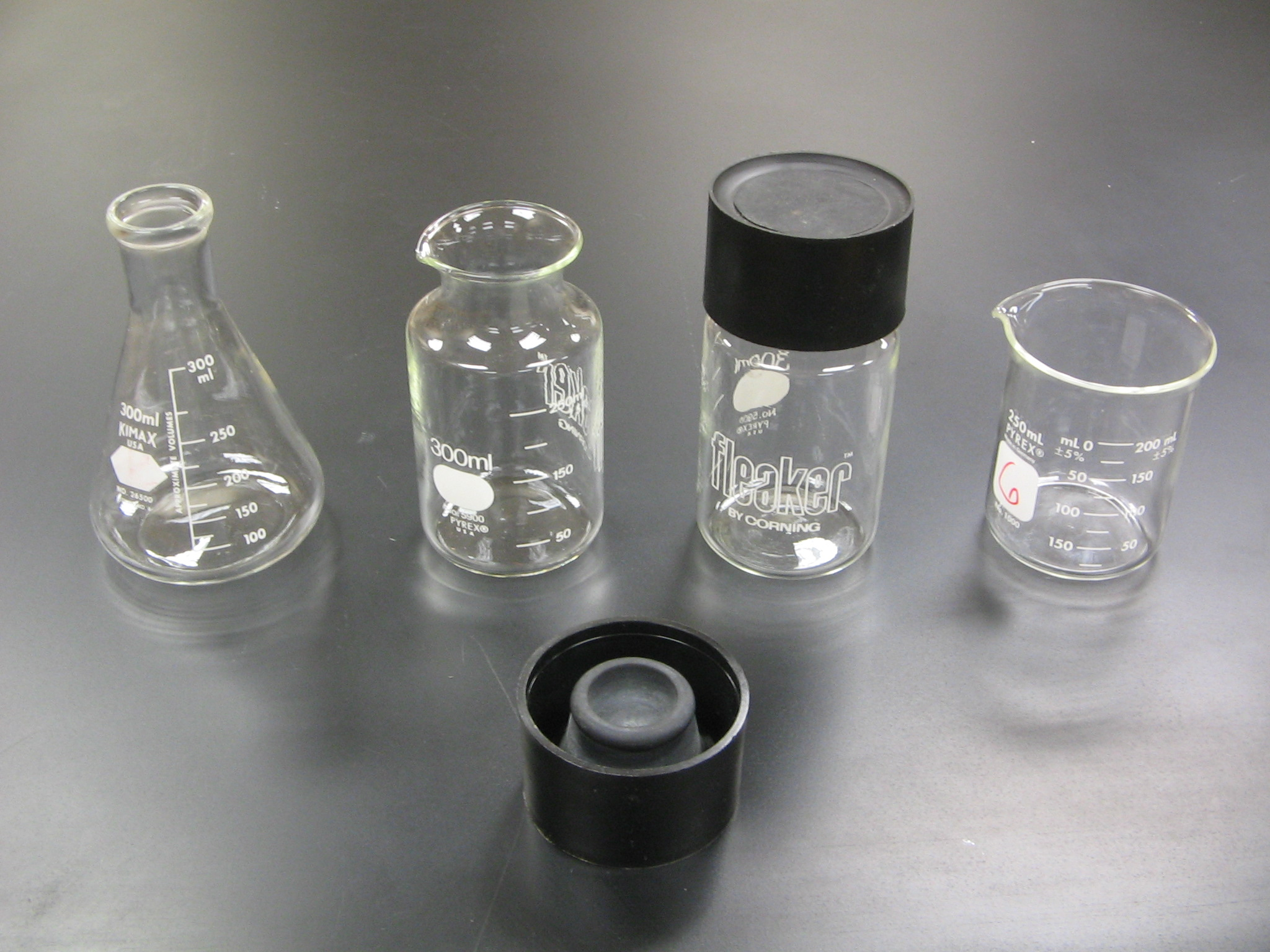
Matraz erlenmeyer de 300 mL (izquierda); dos fleakers de 300mL, uno con la tapa por delante (centro-izquierda), otro con la tapa puesta (centro-derecha); y un vaso de precipitados de 250 mL (derecha)

Un fleaker o matraz cilíndrico es un tipo de recipiente para líquidos, utilizado en el laboratorio de química. Puede ser descrito como un híbrido o combinación entre el vaso Griffin (vaso de precipitados, de paredes cilíndricas) y el matraz Erlenmeyer (de paredes cónicas), por lo que supuestamente posee las ventajas de ambos frascos.

## Descripción y usos
Al igual que un vaso de precipitados, su fondo es plano, con las paredes laterales verticales en su parte media e inferior, formando un ángulo de 90 grados con el fondo. Estas paredes laterales forman un cuello en su parte superior, similar al de un erlenmeyer, con un borde muy acampanado. El ancho borde hace que sea más fácil verter líquidos o filtrarlos en su interior. El estrecho cuello reduce la pérdida del contenido por evaporación o debido a las salpicaduras y sirve de sujeción para la manipulación y el vaciado. 
Los fleakers tienen una tapa de plástico con un tapón de goma incorporado que lo cierra de modo hermético mientras la tapa externa cubre el estrecho cuello. 
Su utilización es similar al de otros artículos de vidrio para líquidos y disoluciones o para contener reacciones químicas, pero no son apropiados para las mezclas de sólidos, precipitados y recristalizaciones (ya que el cuello estrecho hace que sea difícil extraer por completo los sólidos de su interior).
Este cuello dificulta su limpieza si algún sólido o líquido pegajoso se deposita en las paredes, sobre todo en las cercanías del estrechamiento superior.

## Descubrimiento y etimología del nombre
El fleaker fue inventado por Roy Eddleman, fundador de la compañía Spectrum Medical Industries (ahora llamada Spectrum Laboratories).
Su nombre en inglés procede de la fusión de las palabras flask (frasco, matraz) y beaker (vaso de precipitados).